# 月末
月末（げつまつ）または、月末日（つきまつじつ）は、暦月の最後の日のことである。

## 月末の日付
暦月の長さが月によって異なるので、月末の日付も月によって異なる。グレゴリオ暦・ユリウス暦では以下のようになる。
- 31日 - 1月31日・3月31日・5月31日・7月31日・8月31日・10月31日・12月31日
- 30日 - 4月30日・6月30日・9月30日・11月30日
- 29日 - 2月29日（閏年）
- 28日 - 2月28日（平年）

中国暦・和暦（太陰太陽暦）では朔を含む日の前日が月末となり、その日付は月名に関係なく29日または30日である。中国暦・和暦の月末日を晦日（みそか）ともいう。

## 月末の表現
2月の月末は年によって異なるので、3月1日の前日という意味で表計算ソフトや天文学などで3月0日と表現することがある。他に、天文学において12月31日を1月0日と表すことがある。
コンピュータで月末日を「99日」と内部表現することがある。

## 期間の計算
日本の民法第143条第2項に、月を単位とする期間計算をする場合の規定がある。月初を起算日とする場合は、最終月の月末が満了日となる（例：2月1日から2か月間の場合は、3月31日が満了日となる）。月の途中を起算日する場合は、最終月に応当日がある場合はその前日が満了日となるが、応当日がない場合は最終月の月末が満了日となる（例:12月30日から2か月間の場合は、2月30日がないため、月末の2月28日（または29日）が満了日となる）。

## 記念日
月最終日には以下の記念日が設定されている。
- 五十日（ 日本） ※5か0のつく日および月末
- そばの日（ 日本）
日本麺業団体連合会が制定。昔、江戸の商人が毎月月末に縁起物として蕎麦を食べていたことから。